# José Seguer
Josep Seguer i Sans, meglio noto come José Seguer (Sant Joan Despí, 6 maggio 1923 – Reus, 1º gennaio 2014), è stato un calciatore e allenatore di calcio spagnolo, di ruolo difensore.

## Palmarès

### Competizioni nazionali
- Campionato spagnolo: 5

Barcellona: 1944-1945, 1947-1948, 1948-1949, 1951-1952, 1952-1953
- Coppa di Spagna: 4

Barcellona: 1951, 1952, 1952-1953, 1957
- Coppa Eva Duarte: 3

Barcellona: 1947-1948, 1951-1952, 1952-1953

### Competizioni internazionali
- Coppa Latina: 2

Barcellona: 1949, 1952